# Reservefront
Die Reservefront (russisch Резервный фронт Reserwny front) war ein Großverband der Roten Armee in der Zeit des Zweiten Weltkrieges.

## Erste Formation
Am 30. Juli 1941 wurde mit Befehl des sowjetischen Oberkommandos vom 29. Juli 1941 zum ersten Mal eine Reservefront gebildet, um die Verteidigungsoperationen der Reservearmeen im Bereich Rschew-Wjasma zu leiten. Zum Bestand der Front gehörten die 24., 31., 32., 33. und 34. Armee. Im Folgenden wurden auch die 43. und 49. Armee sowie die Befestigten Gebiete Rschew-Wjasma und Spas-Demensk dem Oberkommando der Front unterstellt.
Vom 30. August bis 8. September 1941 führte die 24. Armee in Zusammenwirken mit den Frontfliegerkräften die Jelnja-Offensive durch, in deren Folge es gelang, einer großen Gruppierung (bis zu 10 Divisionen) der deutschen Heeresgruppe Mitte eine Niederlage zuzufügen und den Jelnjaer Frontbogen zu begradigen.
Seit 12. September hatte Generaloberst I. S. Konew den Befehl über die Westfront (22., 29., 30., 19., 16. und 20. Armee) übernommen. Links daneben existierte die Reservefront (Marschall S. M. Budjonny) mit der 24. und 43. Armee entlang der Desna. Die Hauptmasse der Reservefront mit der 31., 49., 32. und 33. Armee stand aber 35 km hinter der Front im Raum Wjasma, wo eine zweite Abwehrlinie formiert war. Vom 2. bis 10. Oktober nahm die Reservefront gemeinsam mit der Westfront an der Wjasma-Operation teil, wo beide Fronten schwere Verluste erlitten. Am 10. Oktober 1941 wurde die Reserve-Front mit der Westfront vereinigt.

## Zweite Formation
Am 12. März 1943 wurde auf Befehl des sowjetischen Oberkommandos vom Vortag die Brjansker Front in Reservefront umbenannt. Kurzzeitig wurde sie als Kursker (23. – 27. März) und als Oreler Front (27. – 28. März) bezeichnet, ehe sie am 28. März 1943 wieder in Brjansker Front zurückbenannt wurde.

## Dritte Formation
Am 6. April 1943 wurde aus dem Hauptquartier der 41. Armee und Truppen der Reserve des Obersten Kommandos eine neue Reservefront gebildet, die am 16. April 1943 in den Steppe-Militärbezirk umgewandelt wurde, aus dem am 9. Juli 1943 schließlich die Steppenfront hervorging.

## Frontkommando

### 1. Formation
- Armeegeneral Georgi Konstantinowitsch Schukow (Juli – September 1941)
- Marschall der Sowjetunion Semjon Michailowitsch Budjonny (September – Oktober 1941)
- Kommissar der Staatssicherheit 3. Ranges Sergej Nikiforowitsch Kruglow (Mitglied des Militärrats, Juli – Oktober 1941)
- Generalmajor P. I. Ljapin (Chef des Stabes, Juli – August 1941)
- Generalmajor A. F. Anisow (Chef des Stabes, August – Oktober 1941)

### 2. Formation
- Generaloberst M. A. Reiter (März 1943)
- Generalleutnant der Panzertruppen I. S. Sussaikow (Mitglied des Militärrats, März 1943)
- Generalleutnant L. M. Sandalow (Chef des Stabes, März 1943)

### 3. Formation
- Generalleutnant Markian Michailowitsch Popow
- Generalleutnant Lew Sacharowitsch Mechlis (Mitglied des Militärrats)
- Generalleutnant Matwei Wassiljewitsch Sacharow (Chef des Stabes)